# Purpuricenus indus
Purpuricenus indus là một loài bọ cánh cứng trong họ Cerambycidae.